# Плиматонвил (Пенсилванија)
Плиматонвил (енгл. Plymptonville) насељено је место без административног статуса у америчкој савезној држави Пенсилванија.

## Демографија
По попису из 2010. године број становника је 981, што је 59 (-5,7%) становника мање него 2000. године.
| Група             | 2000.         | 2010.       |
| Белци             | 1.032 (99,2%) | 963 (98,2%) |
| Афроамериканци    | 2 (0,2%)      | 5 (0,5%)    |
| Азијати           | 0 (0,0%)      | 3 (0,3%)    |
| Хиспаноамериканци | 4 (0,4%)      | 3 (0,3%)    |
| Укупно            | 1.040         | 981         |